# Jaap Belmer
	Jacob „Jaap” Belmer (ur. 22 stycznia 1886 w Amsterdamie, zm. 18 kwietnia 1936 tamże) – holenderski zapaśnik walczący w stylu klasycznym. Olimpijczyk z Londynu 1908, gdzie zajął piąte miejsce w wadze średniej.

## Turniej wLondynie 1908
| Konkurencja          | Walki                     | Walki                 | Walki                   | Klas. końcowa |
| Konkurencja          | Przeciwnik I              | Przeciwnik II         | 1/4                     | Miejsce       |
| -------------------- | ------------------------- | --------------------- | ----------------------- | ------------- |
| 73 kg styl klasyczny | Wilhelm Grundmann (GER) Z | Jaroslav Týfa (BOH) Z | Anders Andersen (DEN) P | 5.            |